# 상급자책임
|                                                      |
| 불법행위법                                           |
| 영미법 시리즈                                        |
| 과실                                                 |
| 주의의무 · 주의기준                                  |
| 근인 · 사실추정의 원칙                               |
| 과실계산 · 가해자 완전책임                           |
| 과실의 정신적 가해행위                               |
| 구조원칙 · 구조의무                                  |
| 법률상 불법행위                                      |
| 제조물책임법 · 고위험 행위                           |
| 불법침입인 · 승낙출입자 · 고객                       |
| 유인적 위험물                                        |
| 재산관련 불법행위                                    |
| 불법침해 · 컨버전                                    |
| 압류동산회복소송 · 동산점유회복소송 · 횡령물회복소송 |
| 유해물                                               |
| 근린방해 · 라일랜즈 대 플레처 판결                   |
| 의도적 불법행위                                      |
| 폭행위협 · 폭행 · 불법감금                           |
| 정신적 피해                                          |
| 승낙 · 필요 · 자기방어                               |
| 명예관련 불법행위                                    |
| 명예훼손 · 사생활 침해                               |
| 신뢰훼손 · 절차악용                                  |
| 악의적 기소                                          |
| 경제적 불법행위                                      |
| 사기 · 불법적 간섭                                   |
| 음모 · 영업방해                                      |
| 의무, 변론, 구제방법                                 |
| 상대적 과실과 과실 기여                              |
| 명백한 회피 기회 원칙                                |
| 상급자책임 · 동의는 권리침해 성립을 조각             |
| 패륜적 계약에서 채권발생 없다                        |
| 손해배상 · 금지명령                                  |
| 영미법                                               |
| 미국의 계약법 · 미국의 재산법                        |
| 미국의 유언신탁법                                    |
| 미국의 형법 · 미국의 증거법                          |

상급자책임(책임상위전도, 라틴어: respondeat superior)는 영미법내 불법행위법의 한 개념으로 고용주와 같이 위에 있는자가 법적 책임을 가진 다는 원칙이다.
17세기 영국에서 창안되었으며  원리는 손해를 입은 제3자에게 주인 또는 고용주를 상대로 대리인의 행위에 대한 책임을 물을 수 있으며 그 근거는 고용주가 고용인의 행동을 감독하기 때문에 그 고용인의 행위에 대해 일정한 책임을 져야만 한다는 것이다.
예를 들어 기업들은 사용자 책임(respondeat superior)의 원칙에 따라 법인은 직원의 행동에 대해 책임을 지므로 1명 이상의 직원이 그들의 고용 업무와 관련된 불법 행위에 가담한 경우 그들의 행동은 고용주의 행위로 간주될 수 있으며, 고용주는 형사 제재를 받을 수 있다.

## 같이 보기
- 대리
- 이행보조자

## 참고 문헌
- 서철원,《미국 불법행위법》,법원사, 2005. (ISBN 8991512011)
- 이상윤,《영미법》,박영사, 2003.
- Black's Law Dictionary 1486 (8th ed. 2004).
- 이태희,임홍근 지음, 법률영어사전, 법문사. 2007. (ISBN 9788918010519)